# Erhard Ahmann
Erhard Ahmann (* 21. Mai 1941 in Sundern; † 14. Dezember 2005 in Gütersloh) war ein deutscher Fußballspieler und Trainer. Er gehörte zwischen 1962 und 1972 insgesamt 44 Mal (in vielen Spielen als deren Kapitän) der deutschen Fußballnationalmannschaft der Amateure an. In der Fußball-Regionalliga West absolvierte er 87 Spiele und erzielte ein Tor. Ahmann spielte auf der Position des Verteidigers.

## Stationen als Spieler
Ahmann begann seine Karriere beim TuS Sundern, wo er bereits in der Saison 1961/62 zwei sportliche Höhepunkte erreichte. Als Mitglied der Verbandsauswahl von Westfalen gewann er mit einem 1:0-Erfolg gegen die Vertretung des Mittelrheins den Länderpokal und debütierte am 7. April 1962 in Hannover beim 2:1-Erfolg gegen Italien in der Amateurnationalmannschaft des DFB. Der bodenständige Defensivakteur blieb für Sundern in der Landesliga Westfalen bis einschließlich der Runde 1965/66 aktiv und brachte es dabei auf dreizehn Einsätze in der Amateurnationalmannschaft. Mit Westfalen hatte er das Finale 1965 mit 2:3 Toren gegen Bayern verloren, zum Abschluss seiner Zeit beim TuS Sundern gewann er 1966 mit einem 1:0-Erfolg gegen Niedersachsen zum zweiten Mal den Länderpokal. Zur Runde 1966/67 schloss er sich dem Lüner SV an und konnte am Rundenende die Meisterschaft in der Amateurliga Westfalen und nach der Aufstiegsrunde auch den Aufstieg in die Fußball-Regionalliga West feiern. Mit seinen Mannschaftskameraden Detlef Behrens, Manfred Rüsing und Dieter Zorc belegte er mit dem Aufsteiger 1967/68 in der Regionalliga West den achten Rang. Ahmann hatte für die Mannschaft vom Stadion Schwansbell 32 Pflichtspiele in der Regionalliga absolviert. In den zwei Runden in Lünen kamen bei den DFB-Amateuren weitere 16 Länderspiele hinzu.
Ab der Runde 1968/69 schnürte er seine Fußballstiefel wieder in der Verbandsliga Westfalen, er hatte sich Arminia Gütersloh angeschlossen. Mit den "Grünen" vom SVA gelang Ahmann 1970/71 der zweite Aufstieg in die Regionalliga West. Er war noch zwei Jahre von 1971 bis 1973 in der damaligen Zweitklassigkeit aktiv und brachte es dabei für die Mannschaft aus dem Heidewaldstadion auf 55 Spiele mit einem Tor. Seine letzte Saison als Aktiver, 1972/73, beendete er am 13. Mai 1973 mit der 1:3-Auswärtsniederlage bei Bayer Uerdingen. Auch in Gütersloh spielte er als Vertragsamateur und kam zu weiteren 15 Einsätzen in der DFB-Auswahl. Sein 44. und letztes Länderspiel für die DFB-Amateure bestritt er am 25. Mai 1972 in Regensburg beim 2:2-Remis gegen Polen.
Im Jahre 1972 wurde er mit dem Silbernen Lorbeerblatt ausgezeichnet.

## Stationen als Trainer
Bei den Olympischen Spielen 1972 in München war Ahmann – in der Saison 1972/73 war er noch Aktiver in der Regionalliga West – bereits als Assistent von DFB-Trainer Jupp Derwall im Einsatz. Ahmann hatte unter Lehrgangsleiter Hennes Weisweiler schon im Jahr 1968 erfolgreich die Ausbildung zum Fußball-Lehrer an der Sporthochschule Köln absolviert. Im letzten Jahr des alten Regionalligasystems als Unterbau der Fußball-Bundesliga, 1973/74, startete er beim SVA Gütersloh seine erste Station als Vereinstrainer. Es ragten dabei die Derbys gegen den Lokalrivalen DJK und Arminia Bielefeld heraus. Der Trainerneuling belegte mit dem SV Arminia den 13. Rang und nahm dann zum Start in der 2. Fußball-Bundesliga ein Angebot von Arminia Bielefeld an. Mit der Mannschaft von der Alm kam er auf die Ränge 4. und 9.und wurde dann beim DSC von Karl-Heinz Feldkamp abgelöst. Von Juli bis November 1977 war er Übungsleiter beim Wuppertaler SV, wo er jedoch einen schweren Stand hatte, da sein Vorgänger Herbert Burdenski bei den Fans hohe Beliebtheit besessen hatte.
In den Folgejahren trainierte Ahmann den SC Herford, Alemannia Aachen (1979–81 und 1982–84), Union Solingen (1981/82) und den VfL Osnabrück (Februar 1984 bis Februar 1985). Mit der Mannschaft des VfL Osnabrück kämpfte er erfolglos gegen den Abstieg aus der 2. Bundesliga. Ab dem 20. Februar 1984 hatte er Gerd-Volker Schock als Trainer abgelöst, als der VfL nach dem 24. Spieltag mit 14:34 Punkten abgeschlagen auf dem 19. Tabellenplatz rangierte. Sein Engagement an der Bremer Brücke überraschte, er stieg aus dem laufenden Vertrag bei Alemannia Aachen aus, wo er mit der Mannschaft vom Tivoli-Stadion mit 31:15 Punkten auf dem 4. Rang gestanden hatte. Hintergrund der Nutzung seines täglichen Kündigungsrechts war aussagegemäß die Befürchtung, bei der mit finanziellen Problemen und sinkenden Zuschauerzahlen kämpfenden Alemannia sein Gehalt nicht mehr zu bekommen. Bis zum Rundenende erreichte er aus den restlichen 14 Spielen eine Bilanz von 15:13 Punkten. Den Klassenerhalt konnte er aber mit der Gesamtpunktzahl von 29:47 Punkten nicht in die Tat umsetzen. Zusammen mit BV Lüttringhausen (18:58), SC Charlottenburg und Rot-Weiss Essen mit dem gleichen Punktestand wie der VfL von 29:47, stieg er mit Osnabrück aus der 2. Bundesliga im Sommer 1984 ab. Am 29. Spieltag, den 30. März 1984, gelang Ahmann mit seiner Mannschaft ein 1:0-Heimsieg gegen den Tabellenführer und späteren Aufsteiger in die Bundesliga, den FC Schalke 04.
Ein Herzinfarkt beendete seine Trainer-Karriere, in den USA unterzog er sich einer Bypass-Operation. Fortan war er nur noch als inoffizieller Berater, zum Beispiel für den VfL Osnabrück und den VfL Bochum, tätig.
Im Alter von 64 Jahren erlag er im Städtischen Krankenhaus von Gütersloh einer Krebserkrankung.

## Statistischer Überblick
Stationen als Spieler
Ahmann begann seine Karriere beim TuS Sundern und spielte von 1964 bis 1972 für den Lüner SV und den SVA Gütersloh in der Regionalliga West.
Stationen als Trainer
- 1972: Bei den Olympischen Spielen 1972 in München war er Assistent von Trainer Jupp Derwall.
- 1973: SVA Gütersloh
- 1974–1976: Arminia Bielefeld
- Juli 1977 – November 1977: Wuppertaler SV
- 1979–1981 Alemannia Aachen
- 1981–1982 SG Union Solingen
- 1982–1984: Alemannia Aachen
- 1984–Februar 1985: VfL Osnabrück (Abstieg aus der 2. Bundesliga)